# Frontera entre Camerún y la República del Congo
La frontera entre la República del Congo y Camerún es la línea fronteriza casi rectilínea que separa el noroeste de la República del Congo del sur del Camerún, en el África Occidental. Tiene 523 km de longitud. Sigue en las proximidades del paralelo 2° 30' N de la triple frontera República del Congo-Camerún-Gabón hasta que, en el extremo este de la frontera, sigue los cursos los ríos Ngoko y Sangha, llegando a la otra triple frontera, de los dos países con la República Centroafricana. Pasa cerca de Ouesso (Camerún) y separa la región Este del Camerún del departamento de Sangha del Congo.

## Historia
La antigua colonia del África Noroccidental Alemana fue capturada en la Primera Guerra Mundial por el Reino Unido y Francia. Fue administrada conjuntamente por Francia y el Reino Unido hasta su independencia en 1960. El Congo francés fue colonia francesa a partir de 1891 y obtuvo la independencia en 1958. Estos eventos marcaron la definición del límite.